# Elezioni regionali in Lombardia del 2005
Le elezioni regionali italiane del 2005 in Lombardia si sono tenute il 3 e 4 aprile. Esse hanno visto la vittoria del presidente uscente, Roberto Formigoni, sostenuto dalla Casa delle Libertà, che ha sconfitto Riccardo Sarfatti, sostenuto da L'Unione.
Su 7.638.811 elettori hanno votato in 5.573.739 ovvero il 72,97%.

## Risultati
|                                                                 | Roberto Formigoni (Per la Lombardia) ✔️ Presidente              | 2 841 883                                                       | 53,86 | Forza Italia        | 1 137 621 | 25,95 | 18 |  |  |
| Lega Nord                                                       | Roberto Formigoni (Per la Lombardia) ✔️ Presidente              | 2 841 883                                                       | 53,86 | 693 464             | 15,82     | 11    |    |  |  |
| Alleanza Nazionale                                              | Roberto Formigoni (Per la Lombardia) ✔️ Presidente              | 2 841 883                                                       | 53,86 | 380 962             | 8,69      | 5     |    |  |  |
| Unione dei Democratici Cristiani e di Centro                    | Roberto Formigoni (Per la Lombardia) ✔️ Presidente              | 2 841 883                                                       | 53,86 | 166 761             | 3,80      | 2     |    |  |  |
| Nuovo PSI                                                       | Roberto Formigoni (Per la Lombardia) ✔️ Presidente              | 2 841 883                                                       | 53,86 | 36 616              | 0,84      | –     |    |  |  |
| Polo Laico (LD - PRI - PLI)                                     | Roberto Formigoni (Per la Lombardia) ✔️ Presidente              | 2 841 883                                                       | 53,86 | 11 196              | 0,26      | –     |    |  |  |
| Seggi assegnati alla lista regionale                            | Seggi assegnati alla lista regionale                            | Seggi assegnati alla lista regionale                            | 53,86 | 16                  |           |       |    |  |  |
|                                                                 | Riccardo Sarfatti (L'Unione Lombardia)                          | 2 278 173                                                       | 43,17 | Uniti nell'Ulivo    | 1 186 848 | 27,07 | 19 |  |  |
| Partito della Rifondazione Comunista                            | Riccardo Sarfatti (L'Unione Lombardia)                          | 2 278 173                                                       | 43,17 | 248 703             | 5,67      | 3     |    |  |  |
| Federazione dei Verdi                                           | Riccardo Sarfatti (L'Unione Lombardia)                          | 2 278 173                                                       | 43,17 | 128 060             | 2,92      | 2     |    |  |  |
| Partito Pensionati                                              | Riccardo Sarfatti (L'Unione Lombardia)                          | 2 278 173                                                       | 43,17 | 115 481             | 2,63      | 1     |    |  |  |
| Partito dei Comunisti Italiani                                  | Riccardo Sarfatti (L'Unione Lombardia)                          | 2 278 173                                                       | 43,17 | 104 481             | 2,38      | 1     |    |  |  |
| Italia dei Valori                                               | Riccardo Sarfatti (L'Unione Lombardia)                          | 2 278 173                                                       | 43,17 | 61 431              | 1,40      | 1     |    |  |  |
| Seggio assegnato al candidato presidente classificatosi secondo | Seggio assegnato al candidato presidente classificatosi secondo | Seggio assegnato al candidato presidente classificatosi secondo | 43,17 | 1                   |           |       |    |  |  |
|                                                                 | Gianmario Invernizzi                                            | 142 807                                                         | 2,71  | Alternativa Sociale | 54 937    | 1,25  | –  |  |  |
| Lega Padana Lombardia                                           | Gianmario Invernizzi                                            | 142 807                                                         | 2,71  | 39 012              | 0,89      | –     |    |  |  |
| Pensioni & Lavoro                                               | Gianmario Invernizzi                                            | 142 807                                                         | 2,71  | 7 409               | 0,17      | –     |    |  |  |
|                                                                 | Marco Marsili                                                   | 14 008                                                          | 0,27  | Liberaldemocratici  | 11 579    | 0,26  | –  |  |  |
| Totale                                                          | Totale                                                          | 5 276 871                                                       | 100   |                     | 4 384 561 | 100   | 80 |  |  |
|                                                                 |                                                                 |                                                                 |       |                     |           |       |    |  |  |
| Schede bianche                                                  | Schede bianche                                                  | 81 420                                                          | 1,46  |                     |           |       |    |  |  |
| Schede nulle                                                    | Schede nulle                                                    | 215 448                                                         | 3,87  |                     |           |       |    |  |  |
| Votanti                                                         | Votanti                                                         | 5 573 739                                                       | 72,97 |                     |           |       |    |  |  |
| Elettori                                                        | Elettori                                                        | 7 638 811                                                       |       |                     |           |       |    |  |  |

## Consiglieri eletti
| Collegio           | Lista                                                | Eletto                     |
| ------------------ | ---------------------------------------------------- | -------------------------- |
| Collegio regionale | Per la Lombardia                                     | Roberto Formigoni          |
| Collegio regionale | Per la Lombardia                                     | Raffaele Cattaneo          |
| Collegio regionale | Per la Lombardia                                     | Alessandro Cè              |
| Collegio regionale | Per la Lombardia                                     | Massimo Guarischi          |
| Collegio regionale | Per la Lombardia                                     | Carlo Maccari              |
| Collegio regionale | Per la Lombardia                                     | Rosi Mauro                 |
| Collegio regionale | Per la Lombardia                                     | Mario Scotti               |
| Collegio regionale | Per la Lombardia                                     | Giancarlo Serafini         |
| Collegio regionale | Per la Lombardia                                     | Roberto Alboni             |
| Collegio regionale | Per la Lombardia                                     | Alberto Bonetti Baroggi    |
| Collegio regionale | Per la Lombardia                                     | Gianpietro Borghini        |
| Collegio regionale | Per la Lombardia                                     | Giulio Boscagli            |
| Collegio regionale | Per la Lombardia                                     | Massimo Corsaro            |
| Collegio regionale | Per la Lombardia                                     | Sveva Dalmasso             |
| Collegio regionale | Per la Lombardia                                     | Stefano Galli              |
| Collegio regionale | Per la Lombardia                                     | Mauro Gallina              |
| Collegio regionale | L'Unione Lombardia                                   | Riccardo Sarfatti          |
| Milano             | Uniti nell'Ulivo                                     | Franco Mirabelli           |
| Milano             | Uniti nell'Ulivo                                     | Sara Valmaggi              |
| Milano             | Uniti nell'Ulivo                                     | Maria Pia Oriani           |
| Milano             | Uniti nell'Ulivo                                     | Francesco Prina            |
| Milano             | Uniti nell'Ulivo                                     | Maria Grazia Fabrizio      |
| Milano             | Uniti nell'Ulivo                                     | Marco Cipriano             |
| Milano             | Forza Italia                                         | Mario Sala                 |
| Milano             | Forza Italia                                         | Alessandro Colucci         |
| Milano             | Forza Italia                                         | Antonella Maiolo           |
| Milano             | Forza Italia                                         | Stefano Maullu             |
| Milano             | Forza Italia                                         | Sante Zuffada              |
| Milano             | Forza Italia                                         | Giuseppe Giammario         |
| Milano             | Alleanza Nazionale                                   | Piergianni Prosperini      |
| Milano             | Alleanza Nazionale                                   | Silvia Ferretti Clementi   |
| Milano             | Lega Nord                                            | Davide Boni                |
| Milano             | Lega Nord                                            | Fabrizio Cecchetti         |
| Milano             | Partito della Rifondazione Comunista                 | Mario Agostinelli          |
| Milano             | Partito della Rifondazione Comunista                 | Luciano Muhlbauer          |
| Milano             | Unione Democratici Cristiani e Democratici di Centro | Domenico Zambetti          |
| Milano             | Federazione dei Verdi                                | Carlo Monguzzi             |
| Milano             | Partito dei Comunisti Italiani                       | Bebo Storti                |
| Milano             | Partito Pensionati                                   | Elisabetta Fatuzzo         |
| Milano             | Italia dei Valori                                    | Stefano Zamponi            |
| Bergamo            | Lega Nord                                            | Daniele Belotti            |
| Bergamo            | Lega Nord                                            | Giosuè Frosio              |
| Bergamo            | Forza Italia                                         | Marcello Raimondi          |
| Bergamo            | Forza Italia                                         | Carlo Saffioti             |
| Bergamo            | Uniti nell'Ulivo                                     | Battista Bonfanti          |
| Bergamo            | Uniti nell'Ulivo                                     | Giuseppe Benigni           |
| Bergamo            | Alleanza Nazionale                                   | Pietro Macconi             |
| Bergamo            | Federazione dei Verdi                                | Marcello Saponaro          |
| Brescia            | Uniti nell'Ulivo                                     | Guido Galperti             |
| Brescia            | Uniti nell'Ulivo                                     | Arturo Squassina           |
| Brescia            | Forza Italia                                         | Mariastella Gelmini        |
| Brescia            | Forza Italia                                         | Franco Nicoli Cristiani    |
| Brescia            | Lega Nord                                            | Monica Rizzi               |
| Brescia            | Lega Nord                                            | Enio Moretti               |
| Brescia            | Alleanza Nazionale                                   | Viviana Beccalossi         |
| Brescia            | Unione Democratici Cristiani e Democratici di Centro | Gianmarco Quadrini         |
| Brescia            | Partito della Rifondazione Comunista                 | Osvaldo Squassina          |
| Como               | Forza Italia                                         | Gianluca Rinaldin          |
| Como               | Uniti nell'Ulivo                                     | Luca Gaffuri               |
| Como               | Lega Nord                                            | Ettore Albertoni           |
| Cremona            | Uniti nell'Ulivo                                     | Luciano Pizzetti           |
| Cremona            | Forza Italia                                         | Giovanni Rossoni           |
| Lecco              | Uniti nell'Ulivo                                     | Carlo Spreafico            |
| Lecco              | Lega Nord                                            | Giulio Achille De Capitani |
| Lodi               | Uniti nell'Ulivo                                     | Gianfranco Concordati      |
| Mantova            | Uniti nell'Ulivo                                     | Antonio Viotto             |
| Mantova            | Forza Italia                                         | Enzo Lucchini              |
| Monza e Brianza    | Forza Italia                                         | Massimo Ponzoni            |
| Monza e Brianza    | Forza Italia                                         | Domenico Pisani            |
| Monza e Brianza    | Uniti nell'Ulivo                                     | Giuseppe Civati            |
| Monza e Brianza    | Lega Nord                                            | Massimo Zanello            |
| Pavia              | Forza Italia                                         | Gian Carlo Abelli          |
| Pavia              | Uniti nell'Ulivo                                     | Carlo Porcari              |
| Pavia              | Lega Nord                                            | Lorenzo Demartini          |
| Varese             | Uniti nell'Ulivo                                     | Stefano Tosi               |
| Varese             | Uniti nell'Ulivo                                     | Giuseppe Adamoli           |
| Varese             | Forza Italia                                         | Massimo Buscemi            |
| Varese             | Forza Italia                                         | Paolo Valentini Puccitelli |
| Varese             | Lega Nord                                            | Attilio Fontana            |
| Varese             | Alleanza Nazionale                                   | Luca Ferrazzi              |